# Solliès-Ville
Solliès-Ville è un comune francese di 2 514 abitanti situato nel dipartimento del Var della regione della Provenza-Alpi-Costa Azzurra.

## Società

### Evoluzione demografica
Abitanti censiti